# Huis van de Techniek (Kaliningrad)

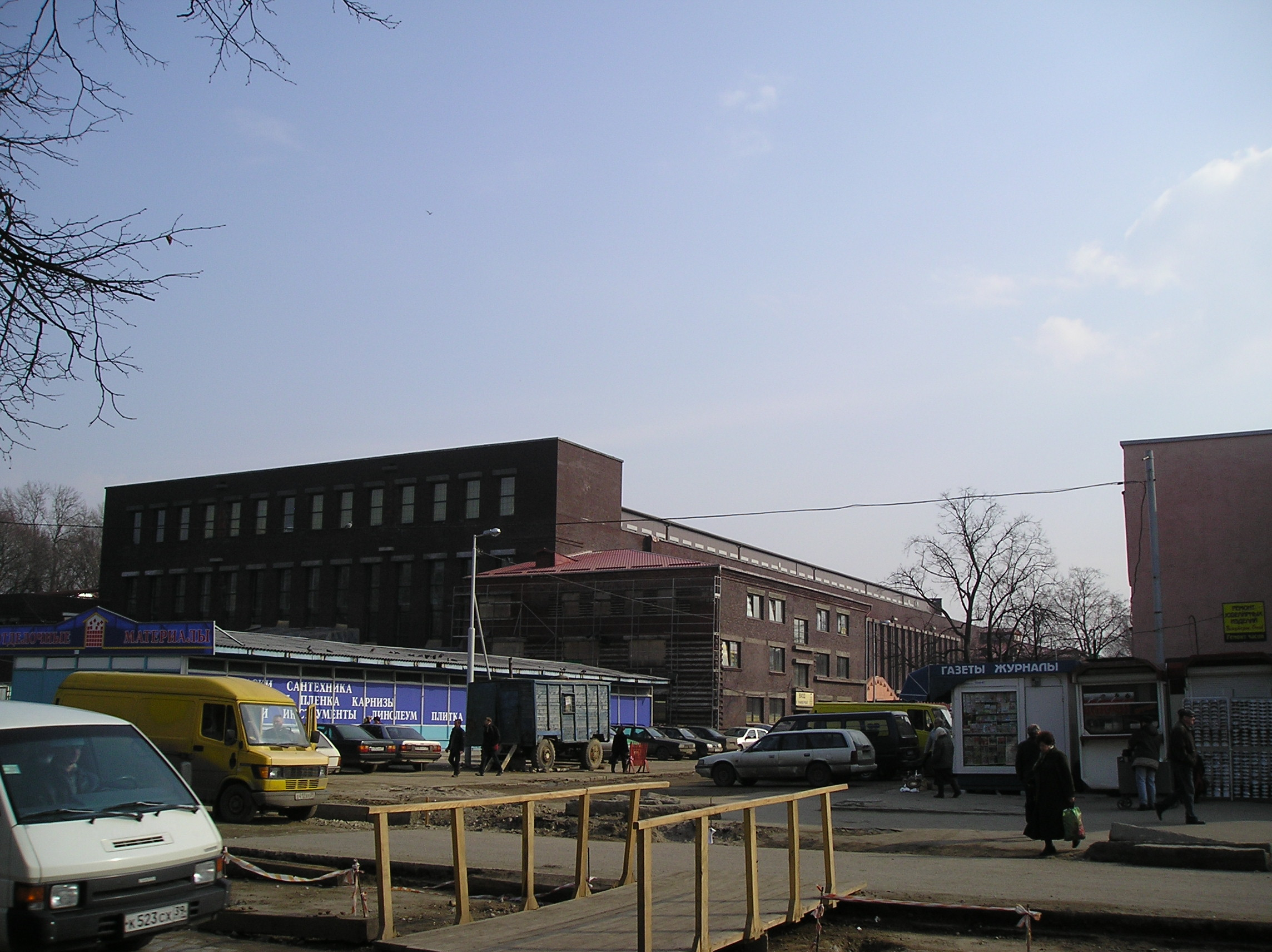
Huis van de Techniek (2008)

Het Huis van de Techniek (Duits: Haus der Technik, Russisch: Дом техники; Dom techniki) is een gebouw dat gelegen is in de Russische stad Kaliningrad (het vroegere Duitse Koningsbergen).
Het werd in 1925 gebouwd als tentoonstellingsgebouw voor industriële goederen op het jaarbeursterrein van de Deutsche Ostmesse. Het gebouw, gebouwd in de expressionistische stijl met donkerrode bakstenen werd ontworpen door architect Hanns Hopp. Beeldhouwer Hermann Brachert ontwierp de huismarkeringen aan de ingang en de arbeiderssculptuur.
Tijdens de Tweede Wereldoorlog zakte het dak in. Het gebouw had toen alleen nog zijn buitenmuren en werd lange tijd gebruikt als een marktplaats. In 2004 werd het gebouw door de stad verkocht aan een beleggingsmaatschappij uit Kaliningrad met de opdracht om het gebouw te restaureren en in een warenhuis met bewaakte parkeerplaats, cafés en een uitgebreide dienstverleningsaanbod aan te bieden. Dit is nu voor een deel bereikt.

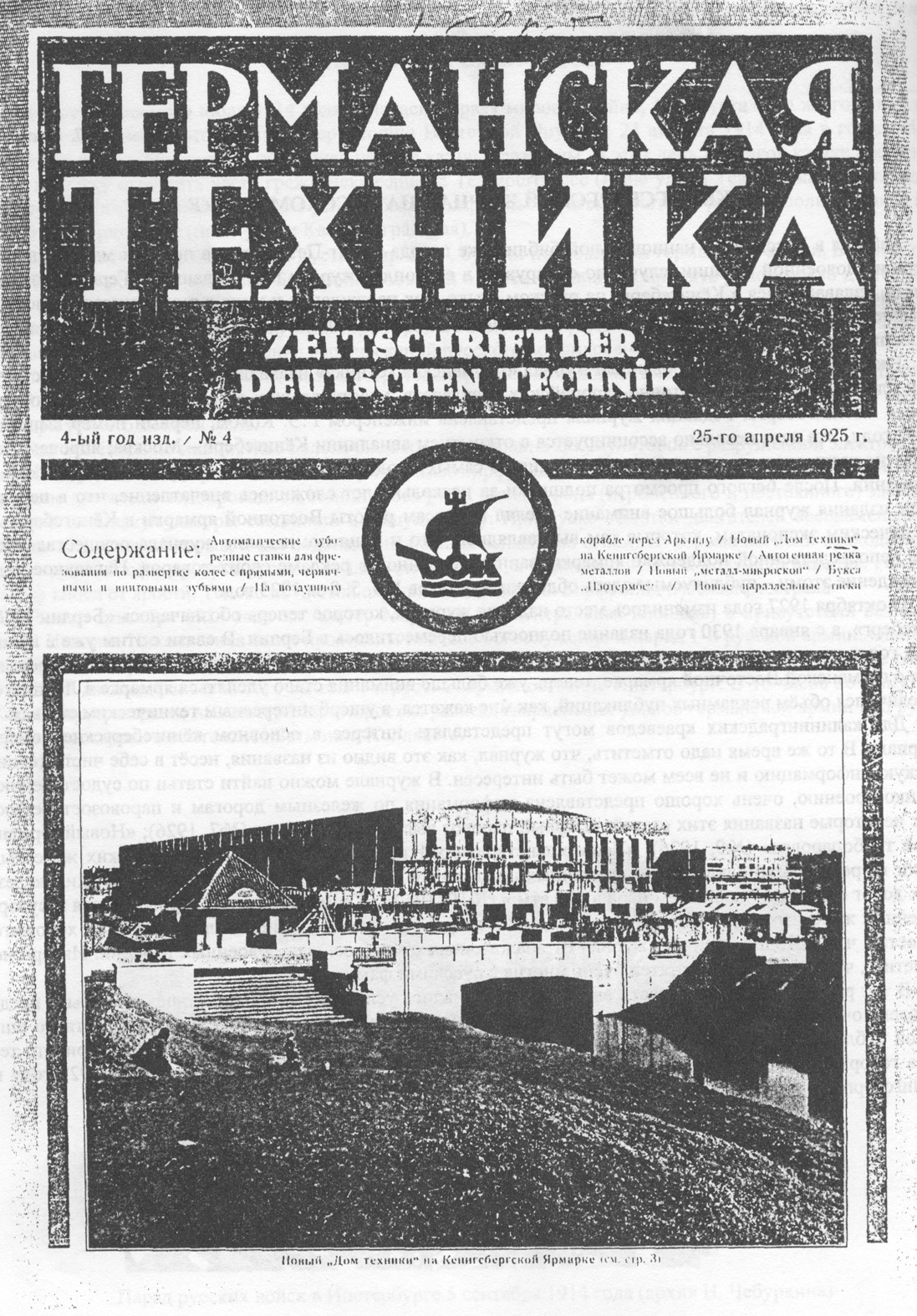
Het gebouw in het Russisch-Duitse tijdschrift Germanskaja technika bij de oplevering in 1925
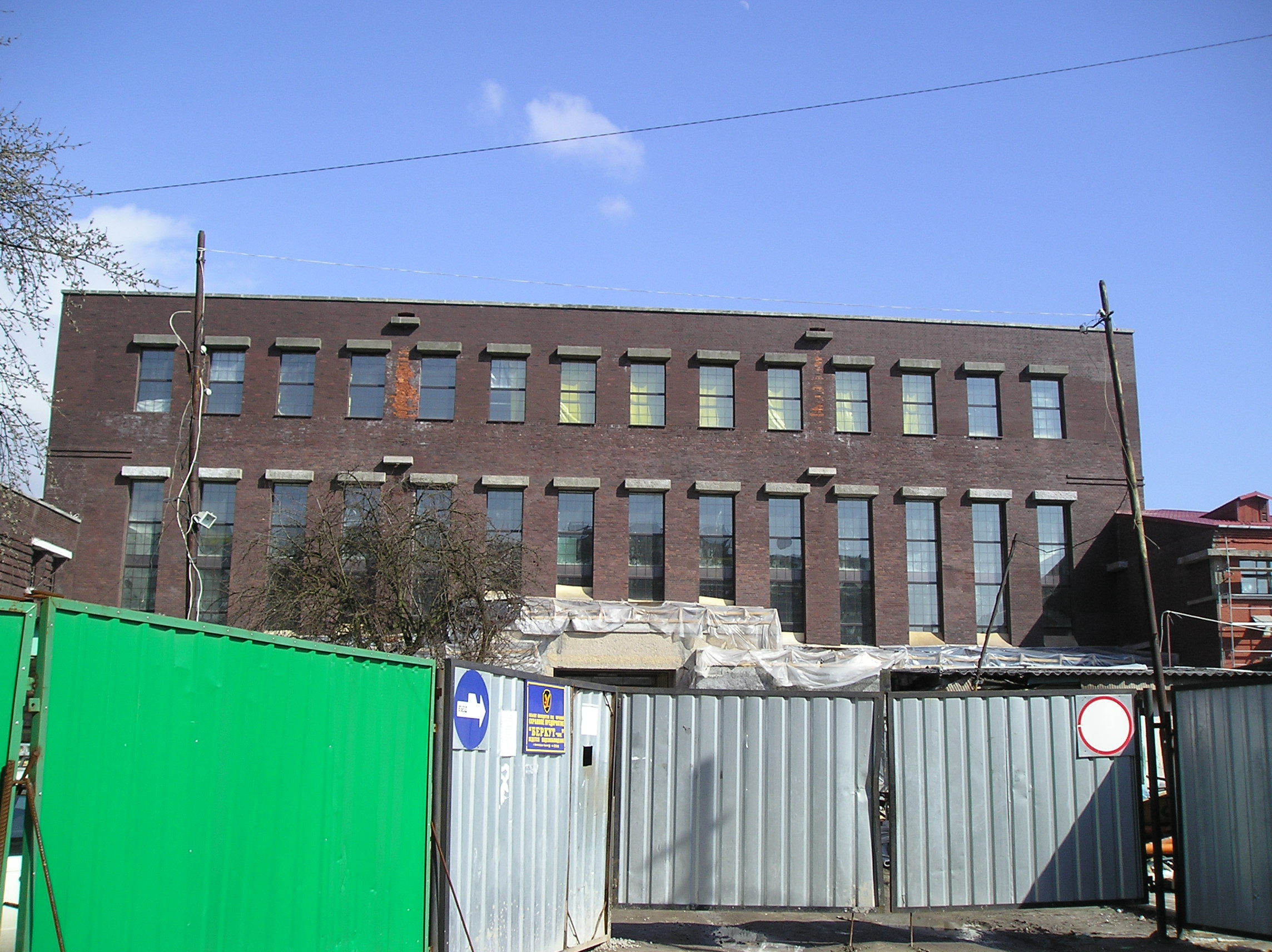
Het gebouw tijdens de restauratie in 2006